# Metamorfose (geologie)

Schematisch voorbeeld van een complete metamorfe reactie. Afkortingen: gt = granaat; hbl = hornblende; plag = plagioklaas; chl = chloriet; act = actinoliet; ep = epidoot. Twee mineralen in het gesteente reageren niet mee, dit kunnen bijvoorbeeld kwarts en kaliveldspaat zijn. Na afloop van de reactie is het gesteente duidelijk van uiterlijk veranderd. De betreffende reactie vindt in de natuur plaats als gesteente van de amfiboliet- in de groenschistfacies komt.

Metamorfose is een term die in de geologie, petrologie en mineralogie gebruikt wordt om chemische reacties en faseovergangen in gesteenten te beschrijven.
In de petrologie en metamorfe geologie heeft de mineraalsamenstelling van een gesteente twee oorzaken: de omstandigheden waaronder de steen gevormd is en de chemische samenstelling van de steen als geheel.

## Metamorfe reacties
Metamorfe gesteenten zijn opgebouwd uit mineralen. Tussen deze mineralen kunnen chemische reacties plaatsvinden, waarbij uit een bepaald mineraal een ander vormt, of uit een aantal mineralen en aantal andere mineralen. Reacties tussen mineralen verlopen, omdat mineralen vaste stoffen zijn, relatief langzaam. Er is niet altijd sprake van een evenwicht. De mineralogische samenstelling van een gesteente hangt af van de chemische samenstelling van het gesteente, de omstandigheden van druk en temperatuur en de kinetiek van de reactie.

### Chemische samenstelling
Een gesteente heeft een bepaalde chemische samenstelling van elementen, die de bulk rock compositie wordt genoemd. In tegenstelling tot in de anorganische chemie, wordt in de geologie en petrologie deze samenstelling vaak vermeld door de gewichts- of volumefracties van oxiden aan te geven. In plaats van de hoeveelheid van het element silicium wordt bijvoorbeeld de fractie silica (SiO2 of siliciumoxide) aangegeven. Ook water wordt hierbij gebruikt: als waterstofoxide.
Een gesteente bestaat meestal uit één of meerdere gesteentevormende mineralen en een aantal sporadisch voorkomende andere mineralen. (Een uitzondering zijn sommige sedimentaire gesteenten). Deze mineraalsamenstelling is, behalve van de bulk rock compositie, afhankelijk van temperatuur en druk bij de vorming van het gesteente. De druk is in de Aarde vrijwel alleen afhankelijk van de diepte waarop een gesteente zich bevindt. Als een gesteente door tektonische of vulkanische processen aan een andere temperatuur/druk toestand wordt blootgesteld, kunnen één of meerdere mineralen in het gesteente doordat ze niet meer stabiel zijn gaan reageren tot nieuwe mineralen, of faseovergangen gaan doorlopen. Dit proces noemt men metamorfose. De metamorfose kan doorzetten tot het gesteente helemaal omgevormd is tot een nieuw gesteente, of maar gedeeltelijk optreden. Een gesteente dat op deze manier helemaal of gedeeltelijk van mineralogische samenstelling is veranderd (of een sedimentair gesteente waarin door metamorfose mineralen zijn gegroeid) is per definitie een metamorf gesteente.

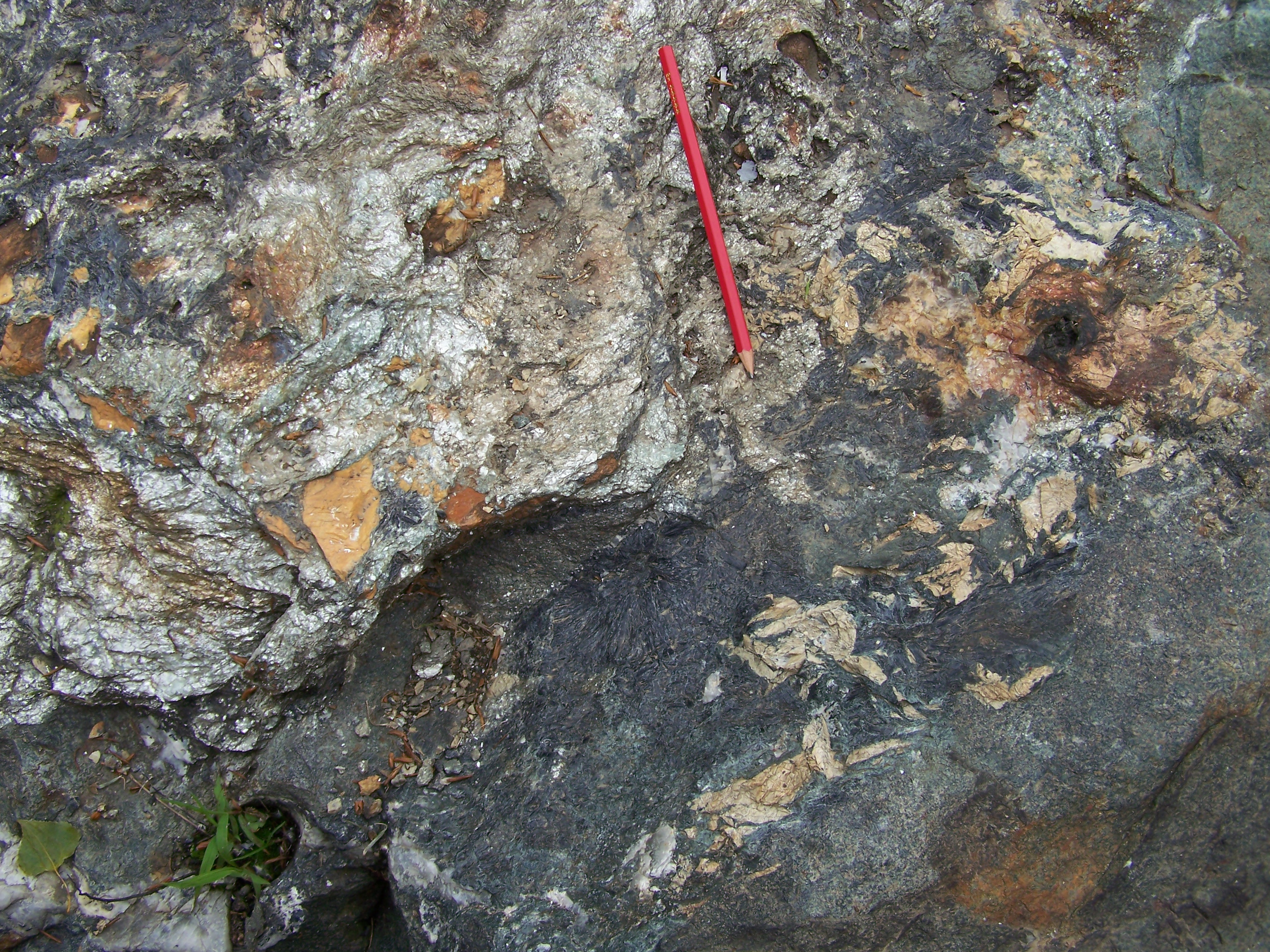
Een retrograde metamorfe reactie zichtbaar in gesteente: eclogiet (geheel rechtsonderaan, korrelig en donkergroen vanwege het mineraal omfaciet) zet om naar blauwschist (herkenbaar door het paarsblauwig zwarte en naaldvormige mineraal glaucofaan). Foto beslaat de rand van een lens van mafisch gesteente (onder) in een felsische orthogneis (boven). Externe zone van de Sesia-zone bij Quincinetto, Valle d'Aosta, Italiaanse Alpen.

Metamorfe reacties tussen mineralen zijn soms ingewikkelde chemische processen. Een voorbeeld van een metamorfe reactie is de omzetting van het mineraal stauroliet, samen met muscoviet naar granaat en biotiet. Deze reactie vindt plaats als gesteente met een pelitische samenstelling ongeveer tot 600°C verhit raakt.
stauroliet + kwarts + muscoviet ←→ granaat + biotiet + kyaniet + H2O (water)

## Oorzaken
Grootschalige metamorfose vindt meestal op grote diepte plaats, maar lokaal kan metamorfose ook ondieper voorkomen, bijvoorbeeld op plekken waar zich grote spanningen opgebouwd hebben. Er zijn in de Aarde vier parameters die metamorfose kunnen veroorzaken:
- Metamorfose als gevolg van hoge temperatuur. Metamorfose als gevolg van temperatuurstijging wordt thermische metamorfose genoemd. Dat kan door de toename van warmte als gevolg van de nabijheid van kleine magmakamers, tot het opwarmen van grote gebieden als gevolg van het omhoogkomen van de asthenosfeer bij bijvoorbeeld hotspots of mid-oceanische ruggen.
- Metamorfose als gevolg van hoge (lithostatische) druk.
- Metamorfose als gevolg van interactie van gesteente met hydrothermale vloeistoffen. Dit zijn vloeistoffen die in het gesteente kunnen infiltreren en waarin stoffen zijn opgelost die met het gesteente reageren. Dit type metamorfose wordt metasomatisme of hydrothermale metamorfose genoemd. Het vindt vooral plaats op plekken waar vloeistoffen makkelijk in de korst kunnen infiltreren, zoals bij mid-oceanische ruggen; of plekken waar een grote temperatuursgradiënt heerst, zoals boven magmatische intrusies. Metasomatisme gaat gemakkelijker bij hoge temperatuur en kan ook plaatsvinden onder lag druk, zonder dat er deformatie of volumeverandering in het gesteente optreedt.
- Metamorfose als gevolg van hoge spanningen, zoals heersen langs schuifzones en breuken. Dit type wordt dynamische metamorfose genoemd. Door de grote spanning vindt geconcentreerd in schuifzones rekristallisatie plaats, waarbij ook reacties tussen verschillende mineralen kunnen optreden. Vanwege de hoge spanning blijft de korrelgrootte in schuifzones klein, waardoor vloeistoffen makkelijk in een schuifzone kunnen infiltreren. De aanwezigheid van vloeistoffen vergemakkelijkt op zijn beurt weer de reacties.

In de natuur is bij metamorfose vrijwel altijd sprake van een combinatie van twee of meerdere van deze vier factoren.
Metamorfose vindt niet alleen bij toename van temperatuur of druk plaats, maar ook als deze afnemen en de onder hoge druk of temperatuur gevormde mineralen instabiel worden. Metamorfose door toename van temperatuur en druk wordt prograde metamorfose genoemd, bij afname spreekt men van retrograde metamorfose.

## Geodynamische omstandigheden
Er zijn een aantal soorten metamorfose te onderscheiden, op grond van de geodynamische omstandigheden waarbij de metamorfose plaatsvindt. Veel van deze omstandigheden kunnen worden verklaard met plaattektonische processen. Waar twee tektonische platen naar elkaar bewegen verdikt de korst en zal metamorfose als gevolg van toenemende druk plaatsvinden. Waar twee platen uit elkaar bewegen zal de hete asthenosfeer omhoog bewegen, wat magmatisme veroorzaakt. In zulke omstandigheden zal vooral metamorfose als gevolg van een stijging van de temperatuur plaatsvinden. Naast de beweging van tektonische platen kunnen natuurlijk ook kleinere tektonische processen invloed hebben op waar en hoe metamorfose plaatsvindt.

### Begravingsmetamorfose
Begravingsmetamorfose of (Engels) burial metamorphism vindt plaats in diepere sedimentaire bekkens. Door de grote hoeveelheid sediment die zich ophoopt en de snelle tektonische daling komen de sedimenten op dieptes (meerdere kilometers) waar de laagste graden van metamorfose kunnen plaatsvinden. Het resultaat zijn laaggradig metamorfe (zeolietfacies) sedimenten die geen of nauwelijks sporen van deformatie vertonen. Vaak zijn de originele sedimentaire structuren behouden gebleven, maar de mineralen omgezet. Sedimenten in dergelijke zeer diepe bekkens bevatten veel water, dat door de geotherm aangedreven convecteert. Vaak gaat begravingsmetamorfose daarom gepaard met metasomatisme.
De diepe bekkens waar begravingsmetamorfose plaats kan vinden bevinden zich in de oceanen. Zoals langs passieve marges, aan de randen van het continentaal plat, of in de troggen boven subductiezones.

### Regionale metamorfose
De meest voorkomende vorm van metamorfose in continentale korst is regionale of orogene metamorfose. Regionale metamorfose vindt plaats in de diepere delen van de korst onder orogenen, gebergtegordels die ontstaan door subductie. Dit type deformatie gaat gepaard met grootschalige deformatie ten gevolge van compressiespanningen, die ontstaan door het naar elkaar toe bewegen van twee tektonische platen. Door plooiing en overschuivingen verdikt de korst zich, waardoor de temperatuur en druk onder in het orogeen toenemen. Door erosie kunnen de diepere delen van het orogeen, die hoge graden van metamorfose hebben ondergaan, later weer aan het oppervlak komen te liggen.
Alle orogenen hebben een interne zone, die uit terreinen van metamorfe gesteenten bestaat. Voorbeelden zijn te vinden in de Alpiene gebergten als de Alpen, Karpaten en Pyreneeën; in de Hercynische massieven van Centraal-Europa (bijvoorbeeld het Armoricaans Massief, het zuiden van het Rijnleisteenmassief of het Boheems Massief); of in de Caledoniden van Schotland, Ierland en Scandinavië. In zulke gebieden liggen terreinen van leisteen, schist en gneis, vaak van elkaar gescheiden door schuifzones die bestaan uit mylonieten of cataclastisch gesteente. De metamorfe graad van deze terreinen kan sterk verschillen, van zeolietfacies tot granulietfacies. Lokaal kunnen eclogieten en blauwschisten voorkomen waar gesteenten diep de subductiezone in bewogen zijn en later weer omhoog gebracht.

### Contactmetamorfose
Contactmetamorfose is metamorfose onder relatief lage druk maar hoge temperatuur, dat in gesteente plaatsvindt rondom een magmatische intrusie. De hete intrusie geeft warmte af die door conductie door het omliggende gesteente verspreidt. Hoe verder bij de intrusie vandaan, hoe lager de warmte. Dichter bij de intrusie zal de metamorfose hooggradiger zijn. Daarom ontstaan rondom intrusies zogenaamde contactaureolen van opeenvolgende metamorfe zones.
Het gesteente vlak rondom de intrusie bestaat meestal uit hornfels. Als gevolg van de temperatuursgradiënt rondom de intrusie zal echter ook hydrothermale circulatie een belangrijke rol spelen. Daarbij speelt mee dat er magmatische vloeistoffen uit de magma zelf vrijkomen. Deze kunnen in het omringende gesteente een grondig metasomatisme veroorzaken, waardoor gesteentetypen als greisen of skarns ontstaan. Deze gesteenten bevatten soms zeldzame metalen. Contactaureolen van intrusies zijn daarom van groot belang voor de mijnbouw.

### Inslagmetamorfose
Inslagmetamorfose is een zeldzaam type metamorfose dat plaatsvindt bij meteorietinslagen. Het wordt gekenmerkt door kortstondige extreem hoge druk, die gepaard gaat met extreme deformatie. Hierbij kunnen zeldzame hogedrukmineralen gevormd worden, zoals stishoviet of coesiet, hogedruk-polymorfen van silica. Bij meteorietinslagen worden cataclastische gesteenten zoals breccies en, wanneer pseudotachylieten gevormd.

Metamorfe zones in Schotland, de plek waar zulke zones voor het eerst herkend werden door George Barrow in 1912. Het Schotse type metamorfe zones wordt naar hem Barrow-zones genoemd, hoewel ten noorden van Aberdeen ook Buchan-zones, een ander type, voorkomen.

## Graad van metamorfose

### Metamorfe graad en metamorfe zones
De aard van metamorfose verschilt naargelang de temperatuur en druk. Sommige mineralen zijn typisch voor een bepaald druk-temperatuurdomein. Zulke mineralen worden indexmineralen genoemd.
Een belangrijk concept bij het bestuderen van metamorfose is de metamorfe graad. Hoe hoger de temperatuur en druk van de metamorfose, hoe hoger de graad is. Als de metamorfe graad in een terrein naar een bepaalde richting oploopt, spreekt men van een metamorfe gradiënt. Punten van gelijke metamorfe graad kunnen verbonden worden in vlakken, die isograden genoemd worden. De snijlijnen waar isograden het aardoppervlak snijden, kunnen gekarteerd worden om een overzicht van de metamorfose in een terrein te krijgen. Duidelijk waarneembare isograden liggen op de plek waar een bepaald indexmineraal voor het eerst verschijnt, of juist verdwijnt. Zulke isograden worden bijvoorbeeld de stauroliet-uit-isograad of de biotiet-in-isograad genoemd, naar het betreffende indexmineraal.
Als de metamorfe graad van het gesteente in een terrein oploopt, zal er een zonering ontstaan van gesteenten met verschillende mineralogische samenstellingen. Zulke zones noemt men metamorfe zones, vaak worden deze genoemd naar een indexmineraal dat typisch is voor de zone. Welke zones voorkomen hangt van de aard van metamorfose af.
- Barrow-zones zijn metamorfe zones waarin de temperatuur en druk ongeveer gelijk oplopen. Ze komen voor in de meeste gebieden waar regionale metamorfose plaatsgevonden heeft. De typische opeenvolging van indexmineralen is chloriet-muscoviet-stauroliet-granaat-kyaniet-sillimaniet. Deze komt alleen goed in pelieten voor, omdat al deze mineralen aluminium en kalkalkali-elementen bevatten. In andere protolieten is de opeenvolging minder duidelijk of zelfs niet herkenbaar.
- Buchan-zones ontstaan onder relatief snel oplopende temperatuur, maar relatief langzaam toenemende druk, zoals bij contactmetamorfose. Typische mineralen zijn cordieriet en andalusiet.
- Daarnaast bestaan aparte zoneringen bij metamorfose onder snel oplopende druk, waarbij de temperatuur relatief laag blijft.

### Metamorfe facies
Metamorfe zones kunnen vaak alleen in een bepaalde lithologie herkend worden, omdat indexmineralen een bepaalde chemie nodig hebben om te groeien. In andere protolieten kunnen andere mineralen groeien of kan de metamorfe graad moeilijker te bepalen zijn. Om verschillende protolieten te kunnen vergelijken is het concept van metamorfe facies opgesteld. Een metamorfe facies is een bepaald domein van temperatuur en druk, waarbinnen een bepaalde associatie van mineralen stabiel is. Deze mineralen hoeven niet allemaal voor te komen in elk gesteente dat onder die omstandigheden gevormd is, maar geeft eerder aan welke mineralen mogelijk zijn.
De laagste metamorfe facies zijn de zeoliet- en prehniet-pumpellyietfacies, die beginnen bij ongeveer 100°C en direct grenzen aan omstandigheden waaronder nog geen metamorfose plaatsvindt, maar diagenese. Een normale metamorfe gradiënt verloopt dan oplopend door de groenschist-, amfiboliet- en granulietfacies. In de granulietfacies kunnen veel typen gesteenten bij temperaturen hoger dan 750°C partieel beginnen te smelten. De hornfels- en sanidinietfacies zijn typisch voor hoge temperatuur maar lage druk; de blauwschist- en eclogietfacies voor hoge druk en relatief lage temperatuur.

## Metamorfe petrologie
In de petrologie wordt de mineralogische en chemische samenstelling van metamorfe gesteenten gebruikt om te achterhalen op welke dieptes gesteenten (achtereenvolgens) zijn geweest en wat de gevolgen zijn voor tektonische modellen. Dit wordt gedaan met behulp van slijpplaatjes en SEM en is samengevat in de metamorfe facies.